# Picoña
Picoña[cita requerida] (oficialmente San Martiño da Picoña) es una parroquia española del municipio de Salceda de Caselas, perteneciente a la provincia de Pontevedra, en la comunidad autónoma de Galicia.

## Historia
Hacia mediados del siglo XIX, el lugar, ya por entonces perteneciente a Salceda, tenía contabilizada una población de 259 habitantes. Aparece descrito en el decimotercer volumen del Diccionario geográfico-estadístico-histórico de España y sus posesiones de Ultramar de Pascual Madoz con las siguientes palabras:

PICOÑA (San Martin): felig. en la prov. de Pontevedra (7 leg.), part. jud. y dióc. de Tuy (2 1/4), ayunt. de Salceda (1/4): sit. entre dos montañas que la resguardan de los vientos N. y O.: el clima es templado y sano. Tiene 70 casas diseminadas en pequeñas porciones, habiendo entre aquellas una de ant. fáb. y bastante mérito artístico. La igl. parr. (San Martin) se halla servida por un cura de primer ascenso y patronato laical. Tambien hay una ermita de propiedad particular dedicada á San Antonio. Confina el térm. N. montes de Gulanes y Cristiñade; E. Salceda; S. San Jorge y Salceda, y O. montes de la Picoña. El terreno es arcilloso y de buena calidad: le baña el riach. Caselas que nace en una cord. de montes que hay al SO.: el correo se recibe de Tuy y Puenteareas. prod.: trigo, maiz, patatas, muchas castañas, hortaliza, lino y frutas; se cria ganado vacuno, cabrio y algun lanar; caza de perdices, conejos y liebres y pesca de truchas y anguilas. ind.: la agrícola, molinos harineros y ganadería. El principal comercio consiste en la venta de frutos, requesones y cabritos. pobl.: 76 vec., 259 alm. contr.: con su ayunt. (V.).
(Madoz, 1849, pp. 11-12)

En 2022, tenía empadronados 527 habitantes.